# ولاد يوسف (بوجنون)
ولاد يوسف هو دُوَّار يقع بجماعة أزغار، إقليم سيدي سليمان، جهة الرباط سلا القنيطرة في المملكة المغربية. ينتمي الدوّار لمشيخة بوجنون التي تضم 15 دوار. يقدر عدد سكانه بـ 1548 نسمة حسب الإحصاء الرسمي للسكان والسكنى لسنة 2004.

## روابط خارجية
- البوابة الوطنية للجماعات الترابية
- المندوبية السامية للتخطيط